# 直筆
直筆（じきひつ）とは、手書きの文字や絵などにおいて、ある特定の個人が直接書いたものである事を指す言葉。
自筆（じひつ）、肉筆（にくひつ）、直書（ちょくしょ）、真筆（しんぴつ）、真跡（しんせき）とも呼ばれる。

## 概要
ここで、手書きであっても、誰が書いたか分からないものや他人に代筆させたものなどは含まれない。また、通常、紙などに書かれた実体のある物だけに適用される言葉で、タブレットなどを用いてコンピュータ上で書かれたものなどは除外される。
有名人が直筆で書いたものにはそれだけで高い価値が生まれる。色紙などに書かれるサインはその典型である。
直筆のサインなどを他人に売ったりする時は、直筆である事を証明するために、書きあがったものと本人が一緒に写っている写真を添付したりする。

## 特徴
直筆である事の特徴は複製が困難ということである。
各種契約や取引などで直筆による署名が用いられるのもそのためである。物である印鑑は盗難や複製の懸念があるが、人間の手が生み出す筆跡や筆圧のクセなどは他人がそう簡単に真似の出来るものではない。また、印章程には簡単に偽造できない。ただし、不可能と言う訳ではない。
また、筆記用具の種類や書かれる媒体等によっても偽造の容易さは異なる。
ただし、意思表示の点から言うと、本人と筆記用具だけがあれば良いため、印鑑よりも安易に使えてしまうデメリットもある。

## 収集
オートグラフ（直筆署名、手稿）の収集は16世紀のイギリスではじまり、18世紀までに貴族の趣味として定着していた。
アメリカ合衆国では19世紀初頭に収集熱が高まり、独立宣言の署名人の直筆署名は特に珍重された。
直筆手稿のみのオークションが開催されることもある。図書館は歴史的な人物のオートグラフを収集することがある。直筆手稿や書簡の収集はアメリカ合衆国では1815年頃に活発になりだしたとされる。
小説などの直筆原稿は、推敲の跡などがそのまま残るため、文学史の研究などにおいても重要な資料となり、「作家本人の手書きである事」以上に高い価値を持つ。